# Нор-Карангас
Нор-Карангас (исп. Provincia de Nor Carangas, кечуа Chinchay Qaranqa pruwinsya) — одна из 16 провинций боливийского департамента Оруро. Площадь составляет 864 км². Население по данным на 2001 год — 5790 человек. Плотность населения — 6,7 чел/км². Столица — город Уайльямарка.

## География
Расположена в северной части департамента. Территория провинции протянулась на 70 км с северо-запада на юго-восток и на 25 км — с северо-востока на юго-запад. Граничит с департаментом Ла-Пас (на севере) и провинциями: Карангас (на юге), Саукари (на юго-востоке) и Серкадо (на северо-востоке).

## Население
Большая часть населения, около 92 %, говорит на языке аймара; распространены также испанский и кечуа. Католики составляют 80 %, протестанты — 15 %. 84,5 % населения заняты в сельском хозяйстве (на 2001 год). Население Нор-Карангас по данным переписи 1992 года составляло 4900 человек.
1. ↑  GeoNames (англ.) — 2005.